# Félix Sánchez de Orellana
Félix Sánchez de Orellana y Rada (Latacunga, 9 de mayo de 1715-Quito, 5 de noviembre de 1784) fue un aristócrata y político Latacungueño de la época colonial del actual Ecuador. Poseyó el título de III marqués de Solanda. Fue además el primer presidente quiteño de nacimiento en la Real Audiencia de Quito.

## Biografía

### Primeros años
Nació en la ciudad de Latacunga el 9 de mayo de 1715, mientras su padre desempeñaba el cargo de corregidor de los asientos de Latacunga y Ambato. Fue hijo de Pedro Javier Sánchez de Orellana y Góngora II Marqués de Solanda, y la dama cuencana Francisca de Rada y Alvarado, hija a su vez del general santanderino Juan Francisco de Rada y Alvarado, Corregidor y Justicia Mayor de la ciudad de Cuenca.
Estudió humanidades en el Seminario San Luis de Quito; además de Filosofía y Jurisprudencia Civil y Canónica en el Convictorio de San Fernando. Para sus 27 años de edad ya había desempeñado cargos al servicio de la Corona española como teniente de corregidor y justicia mayor de la ciudad.

### Defensa del expresidente Araujo y Río
Durante esta época se estaban levantando cargos contra el que fuera presidente de la Audiencia José de Araujo lo que a su vez resultó en un asunto politizado ante lo cual Orellana tomaría partido a favor de Araujo. Esto se especula podría deberse al hecho de que Araujo, al igual que Orellana eran criollos, Araujo oriundo de Lima, Orellana de Latacunga. Los amigos del expresidente Araujo, los jueces Luxán y Gómez Andrade, escribieron a la corona en 1745 denunciando a quien levantó la acusación contra Araujo Rubio de Arévalo por abusar de sus poderes, cobrar una cantidad excesiva en salario y gastos, obstruir testimonios favorables a Araujo y favorecer a sus aliados. Estos críticos relataron un incidente particularmente desagradable que involucró a Rubio y a su hijo Benito. Aparentemente, los dos hombres y su esclavo fueron armados a la casa de un deudor, Francisco Xavier Piedrahita, y amenazaron con usar la fuerza para arrestarlo. Cuando los jueces Gómez Andrade y Luján confrontaron a Rubio de Arévalo por este abuso de sus poderes, el fiscal especial tomó represalias suspendiendo a ambos hombres. Un año después, el inspector destituyó a otros dos partidarios de Araujo, el tesorero Fernando García Aguado y el nuevo contralor, Juan de Ibarguren. En este contexto, Fernando Félix Sánchez Orellana, defendería a Araujo siendo uno de sus principales partidarios. Las acciones autoritarias de Rubio amenazaban "una guerra civil en la ciudad, cuyas fatales consecuencias no puedo predecir".
A pesar de estos contratiempos, los acontecimientos comenzaron a favorecer a Araujo en 1745, cuando el mandato original del asediado presidente había expirado y la corona decidió no renovar el nombramiento interino de Rubio de Arévalo.

### Presidencia de la Audiencia de Quito
En su lugar, el gobierno de Madrid nombró a Fernando Félix Sánchez Orellana como el nuevo presidente de la audiencia. Orellana provenía de una poderosa familia criolla vinculada a Araujo y, junto con sus aliados en la audiencia, Esteban de Oláis, Pedro Gómez Andrade y Juan de Luján, el nuevo presidente demostró ser capaz de neutralizar el poder de Rubio de Arévalo. Después de responder a los cargos en Quito en 1744, José de Araujo huyó a Lima y desde allí finalmente se dirigió a Madrid el 14 de noviembre de 1746. Con un aliado comprensivo como presidente de Quito, José de Araujo utilizó su presencia en la corte para refutar los cargos en gran medida infundados de Rubio de Arévalo. Al final, Araujo fue absuelto de los veinte cargos por el Consejo de Indias el 8 de agosto de 1747.
Orellana se convirtió en el primer presidente realmente quiteño de la Real Audiencia de Quito entre 1745 y 1753. Durante su administración se produjeron algunos de los primeros enfrentamientos entre chapetones y criollos que derivarían años más tarde en los primeros movimientos independentistas del actual Ecuador. Además, en 1750 compraría una hacienda importante, incrementando su propiedad.

#### Nombramiento
El rey de España pidió que consignara en la Tesorería de la Real Hacienda la cantidad de mil pesos fuertes, algo que solicitó dado que Sánchez de Orellana era oriundo de Quito. Una vez cumplió esto extendió el nombramiento. De esta manera el 27 de julio de 1744 fue designado presidente de la Audiencia y tomó posesión el 15 de marzo de 1745. El inicio de su periodo fue pacífico hasta que en el tercer año estallaría en Quito un levantamiento en el barrio de San Roque. Se conoce que fue liderado por un mulato llamado Manuel de la Parra, y que fue impulsado por los padres Franciscanos de Perú, en específico por el padre Gregorio Ibáñez Cuevas. Debido a las diferencias entre el padre franciscano y el guardián del Convento debido a un conflicto de intereses que existía en esa época. Producto de este levantamiento hubo gente que fue a la cárcel y otros detenidos.
A juicio del historiador González Suárez el gobierno de Sánchez de Orellana:

Parece que su gobierno, en verdad, fue honrado y que no hubo quien lo acusara con justicia: el silencio de los acusadores y querellantes no puede atribuirse al temor de atraerse la enemistad de la familia del Marqués de Solanda, tan rica, tan numerosa y tan influyente en aquella época, porque don Fernando Félix de Orellana era de corazón recto, naturalmente bondadoso y durante su presidencia, aunque no hizo bienes positivos, tampoco abusó de su autoridad.
Federico González Suárez - Historia general del Ecuador

El historiador Isaac J. Barrera resume su carrera de la siguiente manera:

Sánchez de Orellana, era nacido en Latacunga y tenía 29 años cuando entró al desempeño de tan alto cargo. Conviene decir que tanto este nombramiento, como el del Presidente Araujo, fueron concedidos mediante dinero. Todavía en el caso de Sánchez hubo algo curioso. El Rey Felipe V vendió la Presidencia a don Francisco Miguel de Goyencche, en 26.000 pesos, con el derecho de revenderla a quien quisiera comprarla. El Marqués de Solanda la compró para su hijo, quien pagó todavía mil pesos mis,
para subsanar el inconveniente de ser nativo de esta tierra. Se ve, pues, que no era el mérito el que conseguía el cargo; era el dinero. Sánchez de Orellana fue un hombre bueno y de magníficos sentimientos; pero incapaz de imprimir dirección en los negocios administrativos.
Quito colonial - Isaac J. Barrera

#### Levantamiento de Manuel de la Parra
En Quito, en 1946 iniciaría un levantamiento en el barrio de San Roque encabezado por el zambo Manuel de la Parra, quien seguía las instrucciones del padre Gregorio Ibáñez Cuevas, parte de la orden franciscana de Perú. El conflicto se originó en las tensiones entre este padre y el guardián del monasterio, quienes buscaban imponer su autoridad sobre otros religiosos. Este conflicto interno desencadenó arrestos, encarcelamientos y persecuciones entre los habitantes del barrio. Ante esta situación, las autoridades judiciales intervinieron y emitieron una orden de arresto contra Manuel de la Parra. El padre comisario, al enterarse de esto, instigó a la multitud, que asaltó la prisión donde Parra estaba detenido. Al ver que los guardias impedían la liberación del prisionero, la turba enfurecida atacó la residencia del presidente Sánchez de Orellana. Durante este momento corrió riesgo la vida de Orellana que fue defendido finalmente por su guardia personal que pacificaron y abatieron a algunas personas que protestaban. Como saldo de esta revuelta murieron guardias del presidente así como algunos ciudadanos. A juicio de Isaac J. Barrera "la bondad sin firmeza es un vicio en los gobernantes" (refiriéndose al carácter de Orellana). Además considera que "La Presidencia de Sánchez de Orellana dividió más a los habitantes del país y dejó que se produjeran los escándalos en que intervinieron los franciscanos Alarcón, Ibáñez y Morrón. Quito comentó, en la ocasión, burlonamente, la bonachona pasividad de Sánchez de Orellana".

#### Sucesión del Rey de España
Durante la presidencia de Orellana, en 1746 murió Felipe V por lo que se experimentaría la sucesión del trono por parte de su hijo Fernando VI. Se celebraron las fiestas que consistían en:
1. Levantar pendón por el nuevo Rey
2. Disparar la artillería
3. Celebraciones con humo, música e iluminarias, comedias y corridas de toros.

Esto se dividiría en seis días en total, cuatro días con corridas de toros y dos con comedias, además de la construcción de castillos con juegos pirotécnicos.

#### Primera imprenta

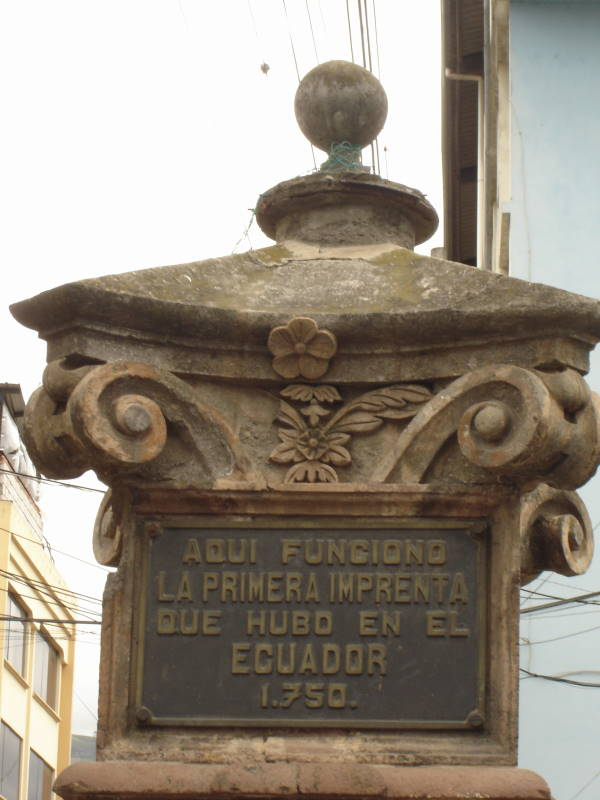
Placa recordando la primera imprenta en Ambato

Un acontecimiento de gran relevancia fue la llegada de la primera imprenta a la región, específicamente a la ciudad de Ambato, traída por los jesuitas. Posteriormente, ya fuera de la presidencia de Orellana, esta imprenta fue trasladada a Quito, sin embargo ahí sería confiscada por las autoridades tras la expulsión de los jesuitas en 1767. Además, en esa misma época, el impresor Reimundo Salazar y Ramos obtuvo permiso del Presidente Marqués de Selva Alegre para traer otra imprenta desde Lima. Más tarde, en 1779, la imprenta confiscada a los jesuitas se unió a la de Salazar. De esta unión surgió la edición del primer periódico de la región, titulado "Primicias de la Cultura de Quito" por el ilustrado ecuatoriano Eugenio Espejo. Este hecho marcó un hito importante en la historia cultural y periodística de la Real Audiencia de Quito. La introducción de la imprenta y la posterior creación del primer periódico local fueron eventos que contribuyeron significativamente al desarrollo cultural y a la difusión de ideas nuevas en la Real Audiencia durante la segunda mitad del siglo XVIII y marcaron un hito en la historia de la ilustración en Ecuador.

#### Terremoto en Quito y Latacunga

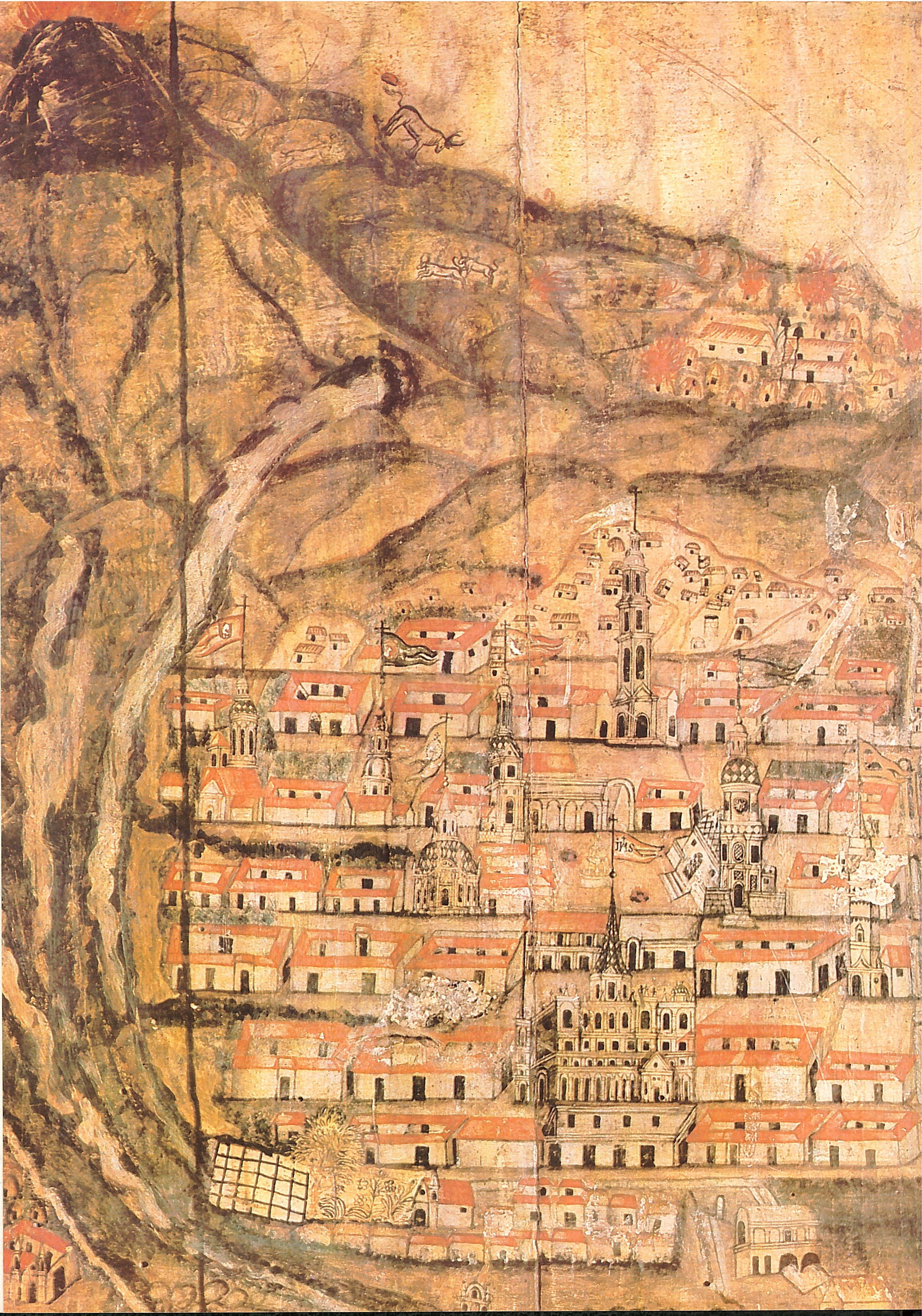
Plano de Latacunga, ciudad natal de Orellana y que sufriría un terremoto durante su administración.

En 1755 se sufrió el terremoto de Quito y dos años más tarde el de Latacunga, lo que marcaría la presidencia de Orellana de manera grave. Sin embargo esto sería tomado como una oportunidad por los ciudadanos quienes levantarían las construcciones y volverían a adecuar la ciudad para continuar con sus vidas. Esta reacción tan favorable sería destacada por Orellana quien afirmaba que "si fuera lícito, se alegraría del terremoto, viendo cuánto había mejorado Quito en tan breve tiempo". Durante el terremoto de Latacunga, destacaría Juan Bautista Aguirre, importante filósofo, poeta y científico guayaquileño quien había ganado prestigio como orador. Por esta razón fue elegido para pronunciar la "Oración fúnebre" en el funeral del Obispo de Quito, Juan Nieto Polo del Águila, un evento que evidenció su talento retórico y profunda espiritualidad. Aguirre en su "Carta pastoral", identificó cuatro problemas sociales que requerían atención urgente:
- La necesidad de reflexionar sobre la conducta, abordando la negligencia, la extorsión y la injusticia entre los ciudadanos.
- La irreverencia en los templos, instando a una actitud de respeto en los lugares sagrados.
- La inmoralidad y el concubinato, males comunes que debían ser combatidos por la justicia.
- Los odios y enemistades, especialmente entre personas influyentes, que debían ser superados.

#### Marquesado de Solanda
Heredó de su padre el título de Marqués de Solanda tras la muerte de este en 1753. Debido a que jamás tuvo hijos, el título de Marqués pasó entonces a manos de su hermano Diego, IV marqués de Solanda, quien lo ostentó hasta su propia muerte, acaecida sin descendencia en 1791. El título debió pasar entonces a su única hermana viva: Mariana, V marquesa de Solanda, que murió también sin descendencia en 1803, heredando el marquesado su sobrino Felipe Carcelén, hijo de su hermana Isidora. Durante el proceso de independencias, la familia Sánchez de Orellana sería clave en las juntas y procesos revolucionarios. Además, las propiedades del Mayorazgo de Solanda estarían expuestas a pérdidas durante las revueltas por lo que buscarían minimizar los riesgos y mantener la propiedad.

### Ordenamiento y últimos años
Su gobierno terminó exactamente el 21 de noviembre de 1753, luego de lo cual, según lo había manifestado con anterioridad, abrazó el estado eclesiástico cuando contaba con 41 años de edad; fue nombrado deán de la Catedral de Quito y después Comisario Subdelegado General de la Santa Cruzada en la provincia de Quito. Por esta razón también se hizo acreedor de las Mercedes Reales. El rey Don Fernando escribió al Obispo de Quito elogiando los méritos de Orellana en el ámbito religioso.
Murió al servicio de Dios el 5 de noviembre de 1784, a la edad de 69 años, mientras caminaba por una calle aledaña al convento de El Carmen Bajo de la ciudad de Quito. Se cree que a su muerte pasó la hacienda a través de sucesiva descendencia, al VII Marqués de Villa-Rocha, Don Felipe Carcelén de Villarocha y Sánchez de Orellana.

## Genealogía
|  |                                                                                    |  |  |  |  |  |  |  |  |  |  |  |  |  |  |  |
|  | 16. Capitán Antonio Sánchez de Orellana                                            |  |  |  |  |  |  |  |  |  |  |  |  |  |  |  |
|  |                                                                                    |  |  |  |  |  |  |  |  |  |  |  |  |  |  |  |
|  |                                                                                    |  |  |  |  |  |  |  |  |  |  |  |  |  |  |  |
|  | 8. Capitán Clemente Sánchez de Orellana y Goyas                                    |  |  |  |  |  |  |  |  |  |  |  |  |  |  |  |
|  |                                                                                    |  |  |  |  |  |  |  |  |  |  |  |  |  |  |  |
|  |                                                                                    |  |  |  |  |  |  |  |  |  |  |  |  |  |  |  |
|  | 17. Ana de Goyas                                                                   |  |  |  |  |  |  |  |  |  |  |  |  |  |  |  |
|  |                                                                                    |  |  |  |  |  |  |  |  |  |  |  |  |  |  |  |
|  |                                                                                    |  |  |  |  |  |  |  |  |  |  |  |  |  |  |  |
|  | 4. Antonio Sánchez de Orellana y Ramírez de Arellano I Marqués de Solanda          |  |  |  |  |  |  |  |  |  |  |  |  |  |  |  |
|  |                                                                                    |  |  |  |  |  |  |  |  |  |  |  |  |  |  |  |
|  |                                                                                    |  |  |  |  |  |  |  |  |  |  |  |  |  |  |  |
|  | 18. Capitán Pedro Ramírez de Arellano                                              |  |  |  |  |  |  |  |  |  |  |  |  |  |  |  |
|  |                                                                                    |  |  |  |  |  |  |  |  |  |  |  |  |  |  |  |
|  |                                                                                    |  |  |  |  |  |  |  |  |  |  |  |  |  |  |  |
|  | 9. Jacinta Ramírez de Arellano y Román                                             |  |  |  |  |  |  |  |  |  |  |  |  |  |  |  |
|  |                                                                                    |  |  |  |  |  |  |  |  |  |  |  |  |  |  |  |
|  |                                                                                    |  |  |  |  |  |  |  |  |  |  |  |  |  |  |  |
|  | 19. Bernarda Román                                                                 |  |  |  |  |  |  |  |  |  |  |  |  |  |  |  |
|  |                                                                                    |  |  |  |  |  |  |  |  |  |  |  |  |  |  |  |
|  |                                                                                    |  |  |  |  |  |  |  |  |  |  |  |  |  |  |  |
|  | 2. Pedro Javier Sánchez de Orellana y Góngora II Marqués de Solanda                |  |  |  |  |  |  |  |  |  |  |  |  |  |  |  |
|  |                                                                                    |  |  |  |  |  |  |  |  |  |  |  |  |  |  |  |
|  |                                                                                    |  |  |  |  |  |  |  |  |  |  |  |  |  |  |  |
|  | 20. Diego de Góngora                                                               |  |  |  |  |  |  |  |  |  |  |  |  |  |  |  |
|  |                                                                                    |  |  |  |  |  |  |  |  |  |  |  |  |  |  |  |
|  |                                                                                    |  |  |  |  |  |  |  |  |  |  |  |  |  |  |  |
|  | 10. Capitán Luis Francisco de Góngora y Atienza                                    |  |  |  |  |  |  |  |  |  |  |  |  |  |  |  |
|  |                                                                                    |  |  |  |  |  |  |  |  |  |  |  |  |  |  |  |
|  |                                                                                    |  |  |  |  |  |  |  |  |  |  |  |  |  |  |  |
|  | 21. Elvira de Atienza                                                              |  |  |  |  |  |  |  |  |  |  |  |  |  |  |  |
|  |                                                                                    |  |  |  |  |  |  |  |  |  |  |  |  |  |  |  |
|  |                                                                                    |  |  |  |  |  |  |  |  |  |  |  |  |  |  |  |
|  | 5. Elvira de Góngora y Pérez de Inurrigaro                                         |  |  |  |  |  |  |  |  |  |  |  |  |  |  |  |
|  |                                                                                    |  |  |  |  |  |  |  |  |  |  |  |  |  |  |  |
|  |                                                                                    |  |  |  |  |  |  |  |  |  |  |  |  |  |  |  |
|  | 22. Capitán Juan Pérez de Inurrigarro                                              |  |  |  |  |  |  |  |  |  |  |  |  |  |  |  |
|  |                                                                                    |  |  |  |  |  |  |  |  |  |  |  |  |  |  |  |
|  |                                                                                    |  |  |  |  |  |  |  |  |  |  |  |  |  |  |  |
|  | 11. Francisca Pérez de Inurrigarro y de la Monje                                   |  |  |  |  |  |  |  |  |  |  |  |  |  |  |  |
|  |                                                                                    |  |  |  |  |  |  |  |  |  |  |  |  |  |  |  |
|  |                                                                                    |  |  |  |  |  |  |  |  |  |  |  |  |  |  |  |
|  | 23. Isabel de la Monje                                                             |  |  |  |  |  |  |  |  |  |  |  |  |  |  |  |
|  |                                                                                    |  |  |  |  |  |  |  |  |  |  |  |  |  |  |  |
|  |                                                                                    |  |  |  |  |  |  |  |  |  |  |  |  |  |  |  |
|  | 1. Fernando Félix Sánchez de Orellana y Rada III Marqués de Solanda                |  |  |  |  |  |  |  |  |  |  |  |  |  |  |  |
|  |                                                                                    |  |  |  |  |  |  |  |  |  |  |  |  |  |  |  |
|  |                                                                                    |  |  |  |  |  |  |  |  |  |  |  |  |  |  |  |
|  | 24. Melchor de Rada Barón de Rada                                                  |  |  |  |  |  |  |  |  |  |  |  |  |  |  |  |
|  |                                                                                    |  |  |  |  |  |  |  |  |  |  |  |  |  |  |  |
|  |                                                                                    |  |  |  |  |  |  |  |  |  |  |  |  |  |  |  |
|  | 12. Capitán Francisco de Rada y Alvarado Caballero de la Orden de Santiago         |  |  |  |  |  |  |  |  |  |  |  |  |  |  |  |
|  |                                                                                    |  |  |  |  |  |  |  |  |  |  |  |  |  |  |  |
|  |                                                                                    |  |  |  |  |  |  |  |  |  |  |  |  |  |  |  |
|  | 25. Catalina de Alvarado                                                           |  |  |  |  |  |  |  |  |  |  |  |  |  |  |  |
|  |                                                                                    |  |  |  |  |  |  |  |  |  |  |  |  |  |  |  |
|  |                                                                                    |  |  |  |  |  |  |  |  |  |  |  |  |  |  |  |
|  | 6. General Juan Francisco de Rada Alvarado y Santander                             |  |  |  |  |  |  |  |  |  |  |  |  |  |  |  |
|  |                                                                                    |  |  |  |  |  |  |  |  |  |  |  |  |  |  |  |
|  |                                                                                    |  |  |  |  |  |  |  |  |  |  |  |  |  |  |  |
|  | 26. Maestre de campo Gral. Baltasar de Santander Caballero de la Orden de Santiago |  |  |  |  |  |  |  |  |  |  |  |  |  |  |  |
|  |                                                                                    |  |  |  |  |  |  |  |  |  |  |  |  |  |  |  |
|  |                                                                                    |  |  |  |  |  |  |  |  |  |  |  |  |  |  |  |
|  | 13. Elena de Santander                                                             |  |  |  |  |  |  |  |  |  |  |  |  |  |  |  |
|  |                                                                                    |  |  |  |  |  |  |  |  |  |  |  |  |  |  |  |
|  |                                                                                    |  |  |  |  |  |  |  |  |  |  |  |  |  |  |  |
|  | 3. Francisca de Rada Alvarado y Ortiz de Vargas                                    |  |  |  |  |  |  |  |  |  |  |  |  |  |  |  |
|  |                                                                                    |  |  |  |  |  |  |  |  |  |  |  |  |  |  |  |
|  |                                                                                    |  |  |  |  |  |  |  |  |  |  |  |  |  |  |  |
|  | 28. Capitán Antonio Ortiz de Vargas                                                |  |  |  |  |  |  |  |  |  |  |  |  |  |  |  |
|  |                                                                                    |  |  |  |  |  |  |  |  |  |  |  |  |  |  |  |
|  |                                                                                    |  |  |  |  |  |  |  |  |  |  |  |  |  |  |  |
|  | 14. Maestre de campo Antonio Ortiz de Vargas y Santisteban                         |  |  |  |  |  |  |  |  |  |  |  |  |  |  |  |
|  |                                                                                    |  |  |  |  |  |  |  |  |  |  |  |  |  |  |  |
|  |                                                                                    |  |  |  |  |  |  |  |  |  |  |  |  |  |  |  |
|  | 29. Juana Santisteban y Aguilar                                                    |  |  |  |  |  |  |  |  |  |  |  |  |  |  |  |
|  |                                                                                    |  |  |  |  |  |  |  |  |  |  |  |  |  |  |  |
|  |                                                                                    |  |  |  |  |  |  |  |  |  |  |  |  |  |  |  |
|  | 7. Juana Ortiz de Vargas Ponce de León                                             |  |  |  |  |  |  |  |  |  |  |  |  |  |  |  |
|  |                                                                                    |  |  |  |  |  |  |  |  |  |  |  |  |  |  |  |
|  |                                                                                    |  |  |  |  |  |  |  |  |  |  |  |  |  |  |  |
|  | 30. Licenciado Alejo Ponce de León y Castro                                        |  |  |  |  |  |  |  |  |  |  |  |  |  |  |  |
|  |                                                                                    |  |  |  |  |  |  |  |  |  |  |  |  |  |  |  |
|  |                                                                                    |  |  |  |  |  |  |  |  |  |  |  |  |  |  |  |
|  | 15. Graciana Ponce de León y Contreras                                             |  |  |  |  |  |  |  |  |  |  |  |  |  |  |  |
|  |                                                                                    |  |  |  |  |  |  |  |  |  |  |  |  |  |  |  |
|  |                                                                                    |  |  |  |  |  |  |  |  |  |  |  |  |  |  |  |
|  | 31. Isabel Tamariz de Contreras                                                    |  |  |  |  |  |  |  |  |  |  |  |  |  |  |  |
|  |                                                                                    |  |  |  |  |  |  |  |  |  |  |  |  |  |  |  |
|  |                                                                                    |  |  |  |  |  |  |  |  |  |  |  |  |  |  |  |